# Cheilinus undulatus
Il pesce napoleone (Cheilinus undulatus Rüppell, 1835) è un pesce d'acqua salata appartenente alla famiglia dei Labridi.

## Descrizione
Presenta un corpo alto e compresso ai fianchi, robusto e muscoloso, ricoperto da grosse scaglie; la testa è caratterizzata da una prominenza frontale globosa ma irregolare che si sviluppa con l'età. Ha una bocca protrattile e grosse labbra carnose. Le pinne sono tozze e robuste, arrotondate.
La livrea presenta uno sfondo variabile dall'azzurro al verde smeraldo, dal verde pisello al grigio rosato, screziato finemente da un reticolo di linee sottili giallognole che disegnando un labirinto su tutto il corpo e le pinne, ad eccezione della testa. La pinna caudale è orlata di chiaro. Le forme giovanili sono più chiare.
Si tratta del Labride di maggiori dimensioni: l'esemplare più grande riportato in letteratura misurava 230 cm e pesava oltre 190 Kg.

## Biologia
Specie tendenzialmente solitaria, stanziale, di abitudini diurne. Si addormenta fra i coralli durante la notte.

Si avvicina facilmente all'uomo.

### Alimentazione
Si nutre di pesci, molluschi, crostacei, echinodermi ed altri invertebrati.
Spesso adotta strategie di caccia cooperativa (esempio di comunicazione interspecifica) con la murena gigante (Gymnothorax javanicus) e con la cernia indopacifica (Plectropomus pessuliferus).

## Distribuzione e habitat
Questa specie è diffusa dal Mar Rosso attraverso l'oceano indiano sino alla regione pacifica della Micronesia.
È un tipico abitante della barriera corallina: si incontra in zone protette e sulla scarpata del reef fino alla profondità di 60 m.

## Conservazione
C. undulatus è considerata dalla IUCN Red List una specie a rischio di estinzione (Endangered).
La minaccia principale è rappresentata dalla pesca indiscriminata. Le sue carni e le sue labbra costituiscono piatti molto ricercati.